# Airy-schijf

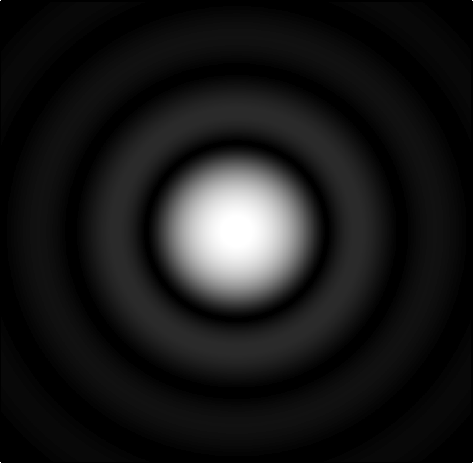
Diffractieschijf met zichtbare eerste-orde ring, tweede orde ring is nog net zichtbaar

Een airy-schijf is een schijfvormige afbeelding zoals die door een optisch systeem van een puntvormige lichtbron gemaakt wordt. Het verschijnsel is genoemd naar de Britse astronoom George Biddell Airy die het ontdekte en in 1835 beschreef in het artikel On the Diffraction of an Object-glass with Circular Aperture.
Door diffractie ontstaat in plaats van een punt een patroon van een centrale vlek omgeven door concentrische cirkels. De grootte van de schijf wordt bepaald door de golflengte van het licht en de diameter (apertuur) van het optische systeem, volgens de formule van het rayleigh-criterium voor de hoekresolutie:
{\displaystyle \sin \theta \approx 1{,}22{\frac {\lambda }{d}}}.
Daarin is:
- {\displaystyle \theta } de hoek waarbij het eerste minimum optreedt (de binnenste zwarte ring in het plaatje);
- {\displaystyle \lambda } de golflengte van het gebruikte licht;
- {\displaystyle d} de werkzame diameter van de lens.

De airy-schijf is de beperkende factor in het (theoretisch) oplossend vermogen (scheidend vermogen) van optische systemen. Met name speelt dit verschijnsel een rol bij telescopen waar bij visuele waarneming de maximaal bruikbare vergroting ongeveer 2× per millimeter diameter van het objectief is. Voor dicht bij elkaar gelegen sterren zullen de airy-schijfjes elkaar overlappen, zodat een sterkere vergroting niet meer details laat zien.
airy-schijf · amplitude · brekingsindex · brewsterhoek · dopplereffect · fase · foto-elektrisch effect · frequentie · fresnelvergelijkingen · fresnel-zoneplaat · getal van Abbe · golffront · golflengte · holografie · intensiteit · interferometer ·  laser · lasersnijden · lichtenergie · lichtgrootheden en -eenheden · lichtmeter · lichtsnelheid · lichtsterkte · lichtstroom · Mach-Zehnder-interferometer · Michelson-interferometer · ooggevoeligheid · optische vezel · polarimeter · polarisatie · poynting-vector · principe van Huygens-Fresnel · principe van Fermat · prisma · schlierenoptica · specifieke lichtstroom · stralingsdeler · tralie · transversale golf · verlichtingssterkte · wet van Bragg
infrarood · kleur · licht · monochromatisch licht · spectrum · ultraviolet · wit licht
absorptie · coherentie · diffractie · dispersie · interferentie · lichtbreking · reflectie · totale interne reflectie · transmissie
emissie · gestimuleerde emissie · fluorescentie · fosforescentie · luminantie · luminescentie
fluorescentiespectroscopie · spectraalanalyse · spectraallijn · Spectroscopie · UV/VIS-spectroscopie
halo · newtonring
David Brewster · Christian Doppler · Charles Fabry · Pierre de Fermat · Joseph von Fraunhofer · Dennis Gabor · Augustin Fresnel · Heinrich Hertz · Christiaan Huygens · Hendrik Lorentz · Albert Michelson · James Clerk Maxwell · Edward Morley · Isaac Newton · Alfred Pérot · Thomas Young